# Trey Thompkins
Howard Samuel "Trey" Thompkins III  (Long Island, 29 de maio de 1990) é um basquetebolista profissional estadunidense que atualmente joga pelo Leyma Coruña na Liga ACB (Espanha).

## Vida pessoal
Seu pai, Howard Thompkins Jr., também foi basquetebolista e chegou a ser selecionado do Atlanta Hawks do Draft de 1981.
Em 12 de março de 2020 Thompkins testou positivo para COVID-19. A repercussão levou aos esportistas tanto de basquete quanto do futebol do clube ao isolamento e ao adiamento em duas rodadas da La Liga do futebol espanhol. Nove dias antes, o próprio Thompkins havia expressado em seu perfil em uma rede social muita preocupação em se deslocar a Itália - país com o segundo maior número de casos registrados no mundo, para enfrentar o Olimpia Milão pela Euroliga de 2019-20.